# Пакистансько-югославські відносини
Пакистансько-югославські відносини (урду پاکستان-یوگوسلاویہ کی تعلقات, серб. кир.: пакистанско-jугословенски односи, сербохорв. pakistansko-jugoslovenski odnosi) — історичні двосторонні відносини між Пакистаном і зниклою внаслідок розпаду Соціалістичною Федеративною Республікою Югославія. 

## Історія
Офіційні дипломатичні відносини було встановлено 18 травня 1948 року. Першу торговельну угоду між Пакистаном і Югославією підписали в 1949 році. Югославія стала першою соціалістичною державою, яка надала Пакистану кредити на розвиток. 1968 року югославські кредити, надані Пакистану, становили 104,7 млн доларів США. Югославія чи не найбільше з держав соціалістичного табору виділила Пакистану міжнародної допомоги, а до 1970-х років зблизилася з ним і на політичній ниві.
Обидві держави розвивали дружні взаємини, незважаючи на тісну взаємодію та співпрацю Югославії з Індією (з якою Пакистан мав конфліктні відносини). Однак ця близькість югославсько-індійських відносин усе-таки частково обмежувала розбудову взаємин між Пакистаном та Югославією. Остання у перші роки після Другої світової війни у суперечках між Індією та Пакистаном намагалася зберігати нейтралітет. Ситуація змінилася після того, як Індія, Югославія та Єгипет ініціювали створення Руху неприєднання, а Пакистан приєднався до Організації Договору Південно-Східної Азії, очолюваної Західним блоком. 13—16 січня 1961 року президент Пакистану Аюб Хан здійснив перший в історії Пакистану державний візит до Югославії. Ці відвідини були частиною його зусиль щодо зміцнення відносин з Югославією попри тісні взаємини цієї країни з офіційним Нью-Делі. Проте пакистанська дипломатія була шокована, коли в 1965 році Югославія оприлюднила спільне комюніке з Індією, в якому говорилося, що питання Кашміру є внутрішньою справою Індії. Після протестів Пакистану Югославія зайняла більш виважену позицію під час індо-пакистанської війни 1965 року, вона підтримала Ташкентську декларацію та не противилася членству Пакистану в Русі неприєднання. 1968 року зі зворотним державним візитом Пакистан уперше відвідав президент Югославії Йосип Броз Тіто.